# Božena Hezká-Rožďálová
Božena Hezká, rozená Rožďálová (17. prosince 1898 Třeboň – 2. listopadu 1988 Domažlice), byla česká klavíristka, pěvkyně, hudební pedagožka a sbormistryně.

## Životopis
Narodila se v Třeboni v rodině lékaře Jana Rožďála a jeho ženy, učitelky hudby Johany roz. Petrsové. Božena však záhy osiřela, svůj další život však zasvětila hudbě, kterou měla jako do vínku od své matky. Po absolvování základního vzdělání studovala na dívčím lyceu v Českých Budějovicích a roku 1915 zde i maturovala. V dalším studiu pokračovala na českobudějovické pedagogické hudební škole a rovněž brala soukromou výuku ve hře na klavír u V. Jeremiášové a M. Provazníkové.
Následně odešla do Prahy, kde pokračovala ve studiu ve hře na klavír u Adolfa Mikeše, studium zakončila roku 1917 státní zkouškou. Vzdělávala se rovněž ve zpěvu u Gustava Armina Svojsíka, Josefa Branžovského, Marie Gärtnerové a Elly Noëmy Koppové.
V roce 1922 přišla Božena Rožďálová do Domažlic, provdala se za ing. Josefa Hezkého a spolupracovala s Jindřichem Jindřichem. Věnovala se jeho tvorbě, provedla s ním na 250 koncertních vystoupení jako klavíristka a pěvkyně a jeho písně rovněž zpívala v pražském a plzeňském rozhlase. V roce 1937 se stala sbormistryní ženského sboru „Čerchovan“, vedla pak i mužský a smíšený sbor a úzce spolupracovala s členkami Chodského tria.
Božena Hezká zemřela 3. listopadu v Domažlicích a následně byla pohřbena na místním hřbitově.
V listopadu roku 1998 jí bylo zastupitelstvem města Domažlic uděleno čestné občanství.